# Кіцин (Великопольське воєводство)
Кіцин (пол. Kicin, нім. Buschdorf) — село в Польщі, у гміні Червонак Познанського повіту Великопольського воєводства.
Населення — 1554 особи (2011).
У 1975-1998 роках село належало до Познанського воєводства.

## Демографія
Демографічна структура станом на 31 березня 2011 року:
|          | Загалом | Допрацездатний вік | Працездатний вік | Постпрацездатний вік |
| -------- | ------- | ------------------ | ---------------- | -------------------- |
| Чоловіки | 765     | 195                | 524              | 46                   |
| Жінки    | 789     | 188                | 493              | 108                  |
| Разом    | 1554    | 383                | 1017             | 154                  |